# Архимандрит Стефан (Вучковић)
Архимандрит Стефан (световно Станко Вучковић; Мркоњић Град, 11. јул 1955) православни је архимандрит и игуман Манастира Велика Ремета.

## Биографија
Архимандрит Стефан Вучковић рођен је на Вучјој Глави код Мркоњић Града, бивши камионџија „Траншпеда“, који је као возач прошао целу Европу, Русију, Азербејџан. Ратовао је и био рањен у последњем рату на просторима Босанске крајине. Желео је да се замонаши, јер му је цивилни живот био празан, постао је монах са 40 година, који је као искушеник ушао у манастир Велику Ремету и постао њен игуман.
После тешког рањавања у Јајцу, октобра 1992. године, када су га ратни другови однели у мртвачницу и отписали из живих, „васкрснуо“ је и одлучио да обуче монашку одежду.
Човек без Бога као река без извора:
Проблем данашњег човека је тај што се данашњи човек уз техничка достигнућа удаљио од Бога, што би исто било као кад би се река удаљила од свог извора − она би сама по себи ишчезнула. Обичaн човек је сличан тој реци, и осетио је жеђ за извором живота. Сада му преостаје да се врати свом извору живота и да се радује што није ишчезнуо као и та река, и да се радује што је створен по подобљу Божијем, што егзистира на планети као биће Божије, сад већ сједињен са извором живота.— Игуман Стефан (Вучковић)
Архимандрит Стефан (Вучковић), игуман настојатељ манастира Велика Ремета на јужним падинама Фрушке горе. Он сматра да је манастир највише од користи када у њега долазе људи који ће се пријатно осећати, да ту нађу мир, благодет, љубав према вери.
На предлог епископа бихаћко-петровачкога Сергија Карановића, 11. јуна 2023. године у Манастиру Глоговцу код Шипова, доделит му је орден новомученика бихаћко-петровачких за његову показану љубав према манастирима и храмовима Епархије бихаћко-петровачке.